# André Franco Montoro Filho
André Franco Montoro Filho (São Paulo, 25 de fevereiro de 1944) é economista e professor titular da Universidade de São Paulo (USP) e doutorado pela Universidade Yale, nos Estados Unidos. Descende patrilinearmente de bascos e italianos.
É filho do ex-governador André Franco Montoro.
Em abril de 1984 tornou-se professor catedrático de Macroeconomia na Faculdade de Economia e Administração da Universidade de São Paulo (FEA-USP). No ano seguinte foi nomeado presidente do Banco Nacional de Desenvolvimento Econômico e Social (BNDES), cargo que ocupou por dois anos. De 1989 a 1993 foi presidente da Fundação Instituto de Pesquisas Econômicas (FIPE).
Obras de sua autoria
- Moeda e Sistema Financeiro no Brasil (1982)
- Brasil: a nova etapa do desenvolvimento (1986)
- Contabilidade Social — uma introdução à macroeconomia (1992)
- Corrupção, Ética e Economia – reflexões sobre ética concorrencial em enconomias de mercado (2012)